# Hamakaze (1940)
Hamakaze (jap. 濱風 , はまかぜ , ハマカゼ  pol. „plażowy wiatr”) – niszczyciel japońskiej Cesarskiej Marynarki Wojennej typu Kagerō z okresu II wojny światowej. Brał udział w działaniach od początku wojny na Pacyfiku, zatopiony 7 kwietnia 1945 roku przez samoloty amerykańskie podczas rajdu z pancernikiem „Yamato„ w kierunku Okinawy (operacja Ten-gō).

## Historia
„Hamakaze” był trzynastym okrętem z typu dużych japońskich niszczycieli typu Kagerō (numer budowy 29). Był drugim okrętem o tej nazwie, oznaczającej „wiatr na brzegu”, po niszczycielu z 1917 (typu Isokaze).
Stępkę pod budowę okrętu położono 20 listopada 1939 w stoczni Uraga w Tokio, kadłub wodowano 25 listopada 1940, a wszedł do służby 30 czerwca 1941.

## Służba
Po wejściu do służby „Hamakaze” został przydzielony do 17 Dywizjonu (Kuchikutai) 1 Eskadry Niszczycieli (Suirai Sentai) 1 Floty – wraz z „Urakaze”, „Isokaze” i „Tanikaze”. Pierwszym dowódcą był kmdr por. Tsuneo Orita.

### Skrót służby podczas II wojny światowej
Osłona lotniskowców dokonujących atak na Pearl Harbor (7 grudnia 1941), ataki lotnicze w południowo-wschodniej Azji, atak na Darwin (19 lutego 1942), rajd na Ocean Indyjski (kwiecień 1942). Osłona lotniskowców w bitwie pod Midway (4–5 czerwca 1942). Działania w rejonie Wysp Salomona od sierpnia 1942 do lutego 1943: rejsy transportowe na Guadalcanal i inne wyspy, zadania eskortowe, osłona lotniskowców w bitwie koło wysp Santa Cruz (26 października 1942). 8 lutego uszkodzony przez lotnictwo, od marca do czerwca remontowany w Japonii. Działania w rejonie Nowej Georgii: rejsy transportowe, bitwa w zatoce Kula (5–6 lipca 1943), bitwa pod Kolombangarą (12 lipca) – udział w zatopieniu i uszkodzeniu amerykańskich okrętów, bitwa pod Horaniu (17–18 sierpnia). Uszkodzenie przez lotnictwo 26 sierpnia 1943 – remont i przezbrojenie w Japonii od września do października. Zadania eskortowe w rejonie Truk – Palau. Osłona lotniskowców w bitwie na Morzu Filipińskim (czerwiec 1944), osłona zespołu adm. Kurity w bitwie w zatoce Leyte (październik 1944), potem operacje w rejonie Filipin. Uszkodzenie w kolizji 8 stycznia 1945, remont. Udział w operacji Ten-gō – zatopiony 7 kwietnia 1945 przez amerykańskie lotnictwo na południe od Nagasaki.

### Działania lotniczo-morskie pierwszej fazy wojny, 1941–1942
W pierwszym okresie II wojny światowej na Pacyfiku, „Hamakaze”  osłaniał lotniskowce japońskiego Zespołu Uderzeniowego adm. Chūichi Nagumo, począwszy od ataku na Pearl Harbor 7 grudnia 1941. Osłaniał następnie lotniskowce podczas ataków na Rabaul i Kavieng (20–23 stycznia 1942), ataku na Darwin (19 lutego), Zatokę Staring na Celebes (21 lutego), Cilacap (5 marca) i rajdu na Ocean Indyjski (27 marca-kwiecień 1942). W międzyczasie, 7 marca osłaniał pancerniki „Kongō„ i „Haruna„ bombardujące Wyspę Bożego Narodzenia. 
10 kwietnia 1942 17. Dywizjon został przydzielony do 10. Eskadry Niszczycieli 1. Floty Powietrznej. Na przełomie kwietnia i maja „Hamakaze” był dokowany w Kure. W składzie 17. Dywizjonu brał udział w osłonie lotniskowców podczas bitwy pod Midway 4–5 czerwca 1942. Wraz z „Isokaze” ratował rozbitków z tonącego lotniskowca „Sōryū”.

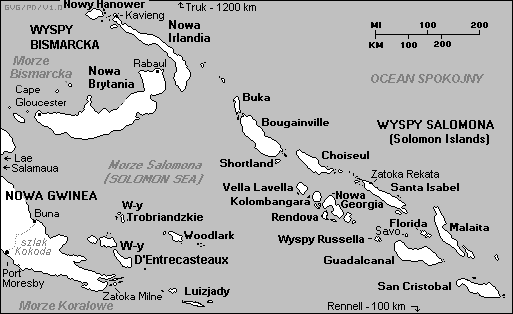
Rejon działań 1942–1943

### Działania w rejonie Wysp Salomona, 1942–1943
14 lipca 1942 10. Eskadra Niszczycieli została podporządkowana 3. Flocie. 20 lipca nowym dowódcą okrętu został kmdr ppor. Hiroshi Uwai (kmdr por. Orita został dowódcą „Teruzuki”). W sierpniu okręt został skierowany na obszar walk toczonych wokół Guadalcanalu w archipelagu Wysp Salomona, rozpoczynając służbę tam rejsem zaopatrzeniowym z Truk na Guadalcanal 16-18 sierpnia. Następnie głównie bazował w Rabaulu. 25 sierpnia osłaniał siły inwazyjne dokonujące desantu w Zatoce Milne na wschodzie Nowej Gwinei, następnie osłaniał dowiezienie tam posiłków i ostatecznie ewakuację desantu 5-7 września. 16 i 18 września uczestniczył w nocnych misjach wsparcia ogniowego na Guadalcanal, a 21 września w rejsie zaopatrzeniowym na tę wyspę. Wypełniał też w tym okresie zadania eskortowe. Brał udział w składzie osłony lotniskowców w bitwie koło wysp Santa Cruz 26 października 1942. 
Pomiędzy 2 a 7 listopada eskortował lotniskowiec „Zuihō„ i krążownik „Kumano„ z Truk do Japonii, po czym został tam dokowany w celu remontu. Prawdopodobnie wyposażono go wówczas w radar Typ 22, jako pierwszy japoński niszczyciel. Już 5 grudnia przybył z powrotem do bazy Truk (eskortując krążowniki „Haguro” i „Myōkō„ dostarczające żołnierzy na Truk i do Rabaulu). Pełnił następnie zadania eskortowe, po czym 14 stycznia 1943 odbył kolejny rejs zaopatrzeniowy na Guadalcanal, w czasie którego został lekko uszkodzony bliskimi trafieniami podczas ataku lotniczego 15 stycznia. Uszkodzenia usunięto w Rabaulu, po czym 1 i 4 lutego 1943 brał udział w rejsach ewakuacyjnych z Guadalcanalu. 
8 lutego, podczas rejsu ewakuacyjnego z Wysp Russella został uszkodzony przez lotnictwo – trafiona bombą została wieża dziobowa. W dniach 6–16 marca 1943 odholował uszkodzony niszczyciel „Michishio” z Truk do Japonii, po czym był dokowany i remontowany w Kure. W czerwcu eskortował zespół floty z Yokosuki do Truk, po czym wypełniał zadania eskortowe w tamtym rejonie. 
5–6 lipca transportował żołnierzy na Kolombangarę, podczas której operacji doszło do bitwy w zatoce Kula. „Hamakaze” nie brał udziału w bitwie, wchodząc w skład zespołu transportowego. 9 lipca brał udział w kolejnej misji transportowej na Kolombangarę, tym razem w zespole osłony, podobnie 12 lipca, kiedy doszło do bitwy pod Kolombangarą. W jej toku „Hamakaze” z innymi niszczycielami wystrzelił salwę torpedową, która zatopiła amerykański niszczyciel USS „Gwin” i uszkodziła krążowniki USS „Honolulu” (CL-48) i USS „St. Louis” (CL-49). 19 i 23 lipca ponownie brał udział w rejsach zaopatrzeniowych na Kolombangarę. Po przerwie spowodowanej innymi zadaniami eskortowymi, 17-18 sierpnia wziął udział w osłonie desantu w Horaniu na północy wyspy Vella Lavella, podczas którego doszło do starcia z amerykańskimi niszczycielami pod Horaniu (mimo niewielkich strat japońskich, akcja zakończyła się pomyślnie).  
26 sierpnia 1943 uczestniczył w rejsie ewakuacyjnym z Rekaty i został uszkodzony w ataku lotniczym (36 ofiar, ograniczenie prędkości do 20 węzłów). 12–18 września eskortował stawiacz min „Tsugaru” i okręt zaopatrzeniowy „Irako” z Truk do Yokosuki w Japonii, po czym był remontowany w Kure (prawdopodobnie wówczas wieża nr 2 dział 127 mm została zamieniona przez 2 potrójne stanowiska działek plot 25 mm).  Około połowy 1943 roku na niszczycielach tego typu zamieniano też dwa dotychczasowe podwójnie sprzężone działka 25 mm na śródokręciu na potrójnie sprzężone oraz dodawano jedno podwójne stanowisko przed mostkiem.
20 września dowódcą został kmdr por. Kazue Maekawa (kmdr por. Uwai przeszedł na dowódcę „Shimakaze„). W dniach 3–8 listopada powrócił do Truk, eskortując krążownik „Kumano”. W dniach 24 listopada-5 grudnia 1943 działał w składzie floty w rejonie Wysp Marshalla w związku z amerykańskim desantem na Tarawę, po czym powrócił do Truk. 21 grudnia ratował rozbitków ze storpedowanego tankowca „Terukawa Maru”. Zajmował się następnie zadaniami eskortowania sił floty i konwojów, głównie w rejonie Truk – Palau. 

### Działania lotniczo-morskie późnej fazy wojny, 1944–1945
W dniach 19–20 czerwca 1944 brał udział w bitwie na Morzu Filipińskim, w eskorcie Zespołu B admirała Joshimy. Wraz z „Shigure„ ratował rozbitków ze storpedowanego lekkiego lotniskowca „Hiyō„. Od lipca do października głównie eskortował japońskie pancerniki pomiędzy Japonią, Kure i Lingga Roads. 
W dniach 23–25 października 1944 wziął udział w bitwie w zatoce Leyte, eskortując 1 Uderzeniowy Zespół Dywersyjny adm. Kurity. 24 października odniósł niewielkie uszkodzenia przy atakach lotniczych. Pomagał następnie niszczycielowi „Kiyoshimo„ ratować rozbitków z pancernika „Musashi„. Operował następnie w rejonie Filipin i Brunei. 9-12 listopada eskortował z Brunei siły floty osłaniające operację transportową na Leyte. 15 listopada 17 Dywizjon został przydzielony do 2 Eskadry Niszczycieli 2 Floty. Eskortując następnie siły floty z Brunei do Kure, 21 listopada uratował 146 rozbitków z tonącego pancernika „Kongō„. 28-29 listopada eskortował lotniskowiec „Shinano” z Yokosuki, po czym po jego storpedowaniu pomagał ratować rozbitków. Eskortując od 31 grudnia z Moji konwój HI-87 na Formozę został 8 stycznia 1945 lekko uszkodzony w kolizji ze statkiem „Kaiho Maru” w Shinchiku na Formozie. Naprawiany w Mako na Peskadorach, po czym powrócił do Kure.
Zatopiony 7 kwietnia 1945 roku przez samoloty z lotniskowców zespołu Task Force 58 podczas rajdu eskadry wiceadmirała Seiichi Itō z pancernikiem „Yamato” w kierunku Okinawy (operacja Ten-gō). Trafiony jedną bombą i jedną torpedą, zatonął 150 mil na południe od Nagasaki, w rejonie pozycji 30°47′N 128°08′E/30,783333 128,133333. Straty wyniosły 100 zabitych i 45 rannych. 257 rozbitków wraz z dowódcą uratował niszczyciel „Hatsushimo”. 10 czerwca 1945 został oficjalnie skreślony z listy floty. 
Dowódcy:
- kmdr por. Tsuneo Orita (30 czerwca 1941 – 20 lipca 1942)
- kmdr ppor. /kmdr por. Hiroshi Uwai (20 lipca 1942 – 20 września 1943) (awansowany 1 listopada 1942)
- kmdr por. Kazue Maekawa (20 września 1943 – 7 kwietnia 1945)

## Dane techniczne
Opis konstrukcji i szczegółowe dane – w artykule niszczyciele typu Kagerō. Poniżej dane ogólne dla niszczycieli tego typu.
- wyporność:
  - standardowa: 2033 t
  - pełna: ok. 2600 t
- wymiary:
  - długość całkowita: 118,5 m
  - długość na linii wodnej: 116,2 m
  - szerokość: 10,8 m
  - zanurzenie: 3,8 m
- napęd: 2 turbiny parowe o mocy łącznej 52 000 KM, 3 kotły parowe (ciśnienie pary 30 at), 2 śruby
- prędkość maksymalna: 35 w.
- zasięg: 5000 mil morskich przy prędkości 18 w.
- zapas paliwa: 500 t.
- załoga: 240

Uzbrojenie i wyposażenie:
- po wejściu do służby:
  - 6 dział 127 mm w wieżach dwudziałowych (3xII).
    - Długość lufy – L/50 kalibrów, kąt podniesienia 55°

  - 4 działka przeciwlotnicze 25 mm Typ 96 (2xII)
  - 8 wyrzutni torpedowych 610 mm (2xIV, 16 torped Typ 93)
  - 2 miotacze bomb głębinowych (16 bomb głębinowych)

- od końca 1943:
  - 4 działa 127 mm (2xII)
  - 14-28 działek przeciwlotniczych 25 mm Typ 96 (4xIII, 1xII, 0-14xI, ilość zwiększana podczas wojny)
  - 4 wkm plot 13,2 mm
  - 8 wyrzutni torpedowych 610 mm (2xIV)
  - 4 miotacze bomb głębinowych (36 bomb głębinowych)
  - radar Typ 22 (od listopada 1942)[3]